# Porcelánka Ludwigsburg
Porcelánka Ludwigsburg byla německá manufaktura na výrobu porcelánu, založená roku 1758 ve württemberském městě Ludwigsburg a činná téměř 278 let.

## Historie

Pár koflíků s portréty knížete Karla Evžena Württemberského a jeho manželky, 1759

První pokusy o výrobu porcelánu se uskutečnily v roce 1736 za knížete Karla Alexandra Württemberského, otce Karla Evžena, ale výsledkem byla jen fajáns. V letech 1751-1757 se uskutečnily dva neúspěšné pokusy výroby porcelánu.
V roce 1758 vydal kníže Karel Evžen Württemberský dekret na založení porcelánky v Ludwigsburgu, jímž zahájil úspěšnou výrobu pod vedením Josefa Jakoba Ringlera (1730–1804), jako poslední ještě v období rokoka.
V roce 1770 již počet odborných zaměstnanců dosáhl 160–180, nejvíce malířů porcelánu, další pracovali z domova, externisty byli rovněž modeléři figurálních návrhů, jako byl řezbář Ignaz Günther.

## Úpadek a konec výroby
Všeobecný pokles zájmu o porcelán nastal s nástupem syntetických materiálů v 70.-80. letech 20. století a podruhé prosperita v celém světě klesla s nahrazováním stabilního nádobí jednorázovým. Do roku 2004 ludwigsburskou porcelánku finančně dotovaly spolková země Bádensko-Württembersko, město Ludwigsburg a zemská banka, které svou podporu ukončily. Následně porcelánka po desetiletí úpadku roku 2016 ohlásila definitivní ukončení výroby.

## Galerie

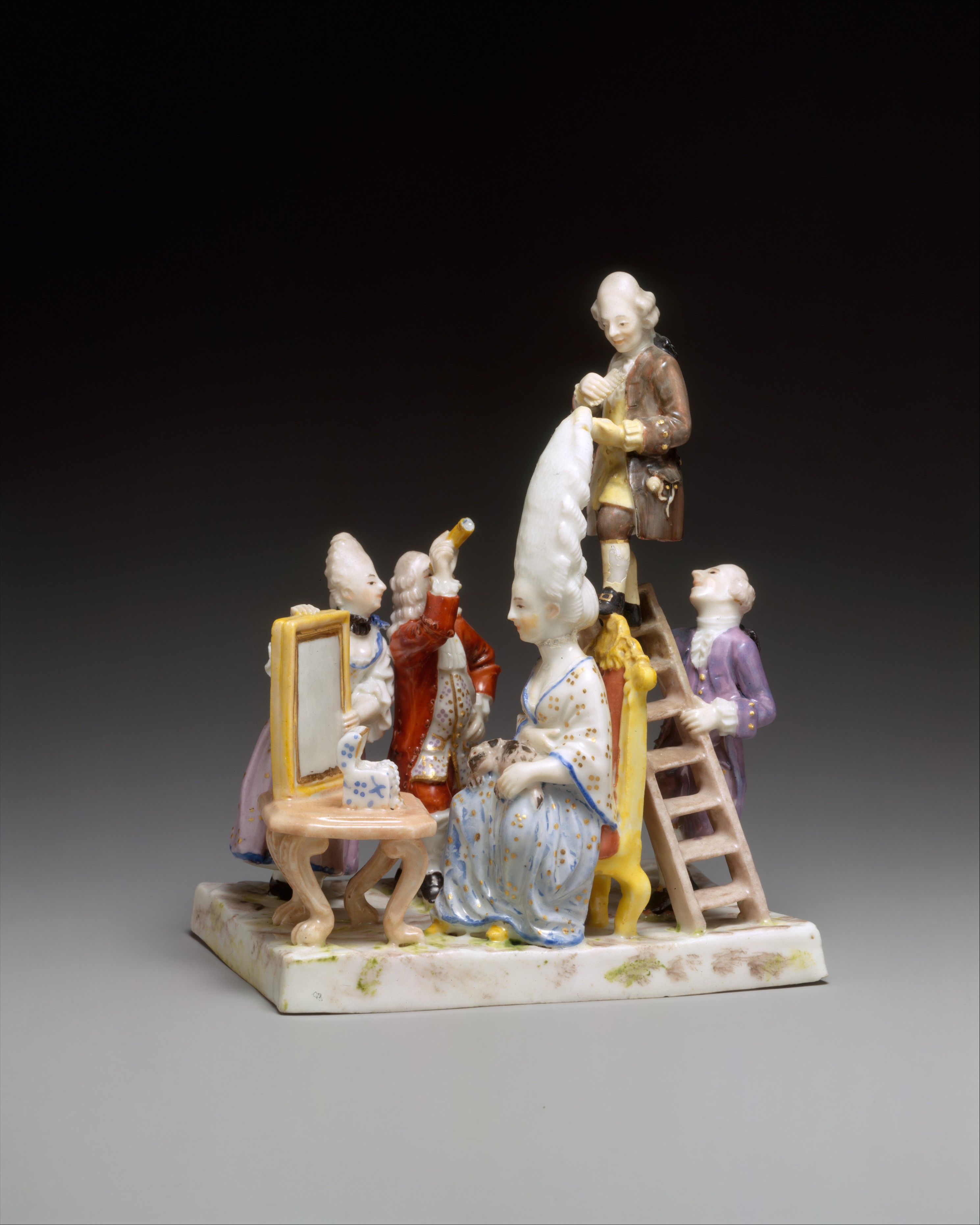
Kadeřnictví
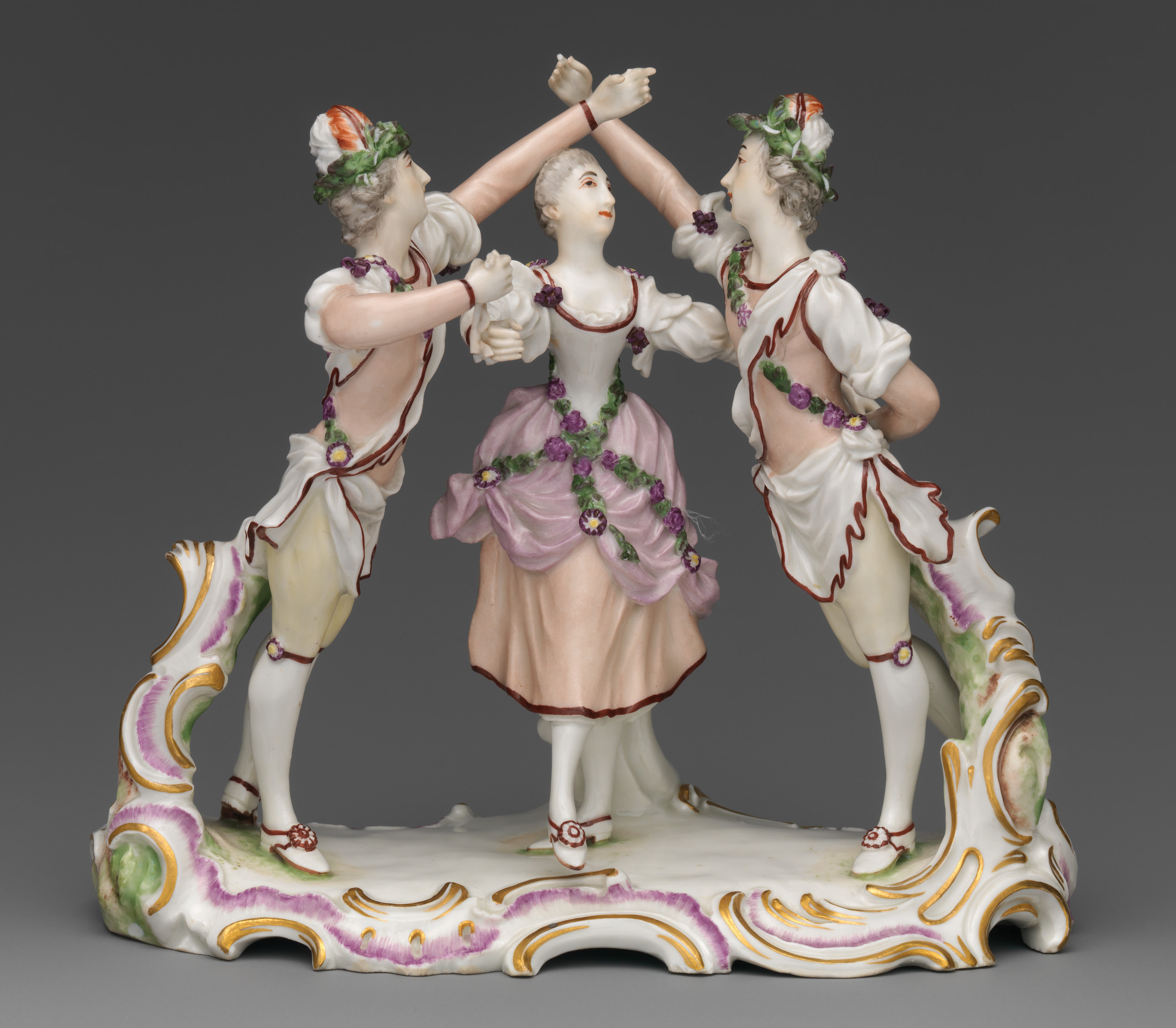
Tři tanečníci, asi 1763, vpravo baletní mistr Jean-Georges Noverre
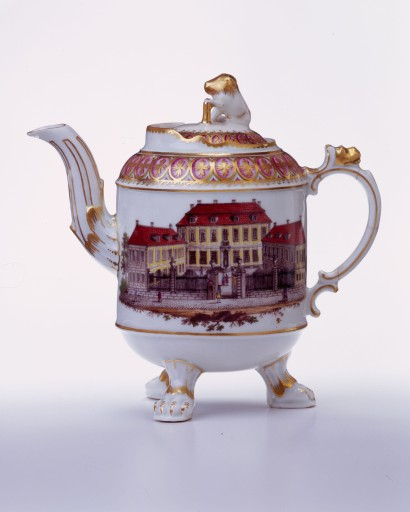
Konvice s pohledem na porcelánku (1763)